# Relations entre l'Arabie saoudite et la Roumanie
Les relations Roumanie-Arabie saoudite sont les relations étrangères, économiques et culturelles entre la Roumanie et l'Arabie saoudite. La Roumanie a une ambassade à Riyad et un consulat honoraire à Djeddah. L'Arabie Saoudite a une ambassade à Bucarest.

## Échanges officiels
Depuis la révolution roumaine de 1989, les deux pays entretiennent régulièrement des échanges diplomatiques amicaux. En octobre 1999, le Premier ministre roumain Radu Vasile a reçu une délégation du Majlis-ash-Shura (Conseil consultatif) d'Arabie saoudite, dirigée par son président, Shaykh Muhammad bin Ibrahim bin Uthman bin Jubayr. Jubayr a proposé le développement d'un accord de coopération commerciale, économique, technique, culturelle et sportive, en particulier la coopération dans le secteur pétrolier.
En mars 2000, le secrétaire d'État roumain aux Affaires étrangères, Mihai Răzvan Ungureanu, a rencontré le premier vice-ministre saoudien des Affaires étrangères, Nizar Bin Obaid Madani. Madani a déclaré aux journalistes après la réunion que l'objectif principal de sa visite était de rechercher des moyens de diversifier et de consolider les liens saoudo-roumains. En avril 2000, le roi Fahd Bin Abd-al-Aziz a rencontré le vice-Premier ministre roumain et ministre des Affaires étrangères, Petre Roman. Petre Roman a également rencontré son homologue Sa'ud al-Faysal et le prince héritier Abdallah, le secrétaire général du Conseil de coopération du Golfe,. Ils ont discuté du développement de plus grandes coopérations économiques entre les pays. En mai 2000, le président du Sénat roumain, Mircea Ionescu Quintus, s'est rendu en Arabie saoudite à l'invitation du président du Conseil consultatif saoudien, Shaykh Muhammad Bin Ibrahim al-Jubayr.
En mars 2003, le président de la Chambre de commerce et d'industrie roumaine George Cojocaru et le vice-président de la Chambre de commerce et d'industrie de Riyad d'Arabie saoudite Abdul Aziz al-Athel ont signé un mémorandum sur la création du Conseil économique bilatéral roumano-saoudien.
Depuis 2006, les relations se sont resserrées, avec des progrès plus tangibles en matière de commerce et d'investissement. En novembre 2006, le Dr Hashim Abdullah Yamani, ministre du commerce et de l'industrie d'Arabie saoudite, s'est rendu à Bucarest, où un cadre plus large de coopération économique a été discuté. Lors de la réunion, le vice-Premier ministre roumain Bogdan Pascu a déclaré que le Royaume d'Arabie saoudite est un partenaire économique important et que la Roumanie est intéressée à développer les contacts économiques existant entre les deux États. Toujours en novembre, le Dr roumain Ion Dobreci a présenté ses lettres de créance au prince Saud Al-Faisal, ministre des Affaires étrangères, à Riyad. Il a déclaré que Bucarest cherchait à renforcer la coopération économique, technique, scientifique et culturelle avec l'Arabie saoudite et examinait la possibilité d'une coopération dans le secteur pétrolier et pétrochimique. Une mission économique roumaine devait se rendre en Arabie saoudite et à Bahreïn en novembre 2007, rencontrer les chambres de commerce et d'industrie de Djeddah, Riyad, Dammam et Bahreïn.

## Commerce et investissement
En 2005, le commerce total entre l'Arabie saoudite et la Roumanie était relativement faible, de l'ordre de 200 millions de dollars EU par an. Bien que producteur de pétrole, la Roumanie importe du pétrole d'Arabie saoudite. Les exportations de la Roumanie vers l'Arabie saoudite comprennent des produits en acier et en aluminium utilisés dans l'industrie pétrolière.
En mai 2007, l'ambassadeur de Roumanie en Arabie saoudite a déclaré que les investisseurs saoudiens avaient réalisé à ce jour des investissements totaux de 2,2 milliards de dollars américains en Roumanie. Par exemple, en 2001, il a été signalé que le groupe Amiantit d'Arabie saoudite prévoyait d'investir au moins 54 millions d'euros dans des unités de production de tuyaux existantes en Roumanie, et que la valeur de la production du groupe en Roumanie passerait à 109 millions d'euros par an. Un autre exemple est l'acquisition en 2007 d'une participation majoritaire dans la société d'État roumaine Electroputere par une filiale du groupe saoudien Mada, qui a acheté la participation majoritaire dans le fabricant roumain de moteurs de train, de générateurs et de transformateurs électriques pour 174 millions de dollars, et a l'intention d'investir 1 milliard de dollars pour moderniser l'entreprise. Mada est impliquée dans un important projet ferroviaire en Arabie saoudite et prévoit d'utiliser les moteurs de l'entreprise. L'accord Electroputere a été finalisé en novembre 2007. Toujours en 2007, le groupe saoudien Zamil envisageait d'investir dans des projets d'acier et de tuyauterie en Roumanie, et un important projet de logements de 25 000 unités en Roumanie était en cours de développement par une coentreprise saoudo-roumaine. En 2008, Saudi Oger a acheté le fournisseur roumain de services cellulaires Telemobil (Zapp),. Un nombre important de travailleurs roumains, en particulier des ingénieurs, sont employés dans les industries du pétrole et de la construction en Arabie saoudite.